# Diocesi di Butuan
La diocesi di Butuan (in latino Dioecesis Butuanensis) è una sede della Chiesa cattolica nelle Filippine suffraganea dell'arcidiocesi di Cagayan de Oro. Nel 2024 contava 490.326 battezzati su 760.413 abitanti. È retta dal vescovo Cosme Damian Racines Almedilla.

## Territorio
La diocesi comprende la provincia filippina di Agusan del Norte, sull'isola di Mindanao.
Sede vescovile è la città di Butuan, dove si trova la cattedrale di San Giuseppe.
Il territorio si estende su 3.428 km² ed è suddiviso in 27 parrocchie.

## Storia
La diocesi è stata eretta il 20 marzo 1967 con la bolla Eodem officio fungentes di papa Paolo VI, ricavandone il territorio dalla diocesi di Surigao.
Il 15 ottobre 2024 ha ceduto una porzione di territorio a vantaggio dell'erezione della diocesi di Prosperidad.

## Cronotassi dei vescovi
Si omettono i periodi di sede vacante non superiori ai 2 anni o non storicamente accertati.
- Carmelo Dominador Flores Morelos † (4 aprile 1967 - 8 dicembre 1994 nominato arcivescovo di Zamboanga)
- Juan de Dios Mataflorida Pueblos † (27 novembre 1995 - 21 ottobre 2017 deceduto)
- Cosme Damian Racines Almedilla, dal 25 marzo 2019

## Statistiche
La diocesi nel 2024 su una popolazione di 760.413 persone contava 490.326 battezzati, corrispondenti al 64,5% del totale.
| anno | popolazione | popolazione | popolazione | presbiteri | presbiteri | presbiteri | presbiteri                | diaconi | religiosi | religiosi | parrocchie |
| anno | battezzati  | totale      | %           | numero     | secolari   | regolari   | battezzati per presbitero | diaconi | uomini    | donne     | parrocchie |
| ---- | ----------- | ----------- | ----------- | ---------- | ---------- | ---------- | ------------------------- | ------- | --------- | --------- | ---------- |
| 1970 | 421.705     | 469.239     | 89,9        | 30         | 6          | 24         | 14.056                    |         | 25        | 13        | 14         |
| 1980 | 532.800     | 612.000     | 87,1        | 45         | 19         | 26         | 11.840                    | 1       | 27        | 31        | 17         |
| 1990 | 605.000     | 727.000     | 83,2        | 49         | 23         | 26         | 12.346                    |         | 27        | 37        | 27         |
| 1999 | 763.019     | 954.563     | 79,9        | 78         | 49         | 29         | 9.782                     | 1       | 51        | 59        | 37         |
| 2000 | 991.497     | 1.199.521   | 82,7        | 88         | 49         | 39         | 11.267                    |         | 75        | 59        | 40         |
| 2001 | 991.497     | 1.199.251   | 82,7        | 91         | 52         | 39         | 10.895                    |         | 75        | 59        | 40         |
| 2002 | 1.080.164   | 1.350.205   | 80,0        | 100        | 59         | 41         | 10.801                    |         | 77        | 59        | 43         |
| 2003 | 879.735     | 1.166.843   | 75,4        | 91         | 66         | 25         | 9.667                     |         | 57        | 59        | 44         |
| 2004 | 879.735     | 1.167.624   | 75,3        | 87         | 61         | 26         | 10.111                    |         | 57        | 59        | 47         |
| 2006 | 1.013.000   | 1.293.000   | 78,3        | 94         | 55         | 39         | 10.776                    |         | 74        | 71        | 48         |
| 2012 | 1.136.000   | 1.441.000   | 78,8        | 101        | 71         | 30         | 11.247                    |         | 71        | 121       | 52         |
| 2015 | 1.196.000   | 1.518.000   | 78,8        | 107        | 80         | 27         | 11.177                    |         | 68        | 100       | 52         |
| 2018 | 1.255.845   | 1.594.145   | 78,8        | 113        | 80         | 33         | 11.113                    |         | 74        | 113       | 53         |
| 2020 | 917.632     | 1.273.168   | 72,1        | 117        | 87         | 30         | 7.843                     |         | 71        | 108       | 53         |
| 2022 | 947.044     | 1.192.590   | 79,4        | 134        | 97         | 37         | 7.067                     |         | 78        | 109       | 53         |
| 2024 | 490.326     | 760.413     | 64,5        | 88         | 76         | 12         | 5.571                     |         | 13        | 70        | 27         |